# Miche Dejonghe
Dit overzicht is mogelijk incompleet; u kunt helpen door het uit te breiden.
Miche Dejonghe (Watermaal-Bosvoorde, 20 mei 1946) was een Belgische volksvertegenwoordigster.

## Levensloop
Dejonghe was onderwijzeres.
In Bekkevoort was ze voor de SP voorzitter van het OCMW en gemeenteraadslid.
In juli 1996 volgde ze Frank Vandenbroucke op als lid van de Kamer van volksvertegenwoordigers voor het arrondissement Leuven, en ze vervulde dit mandaat tot in 1999.